# Palazzo della Sapienza

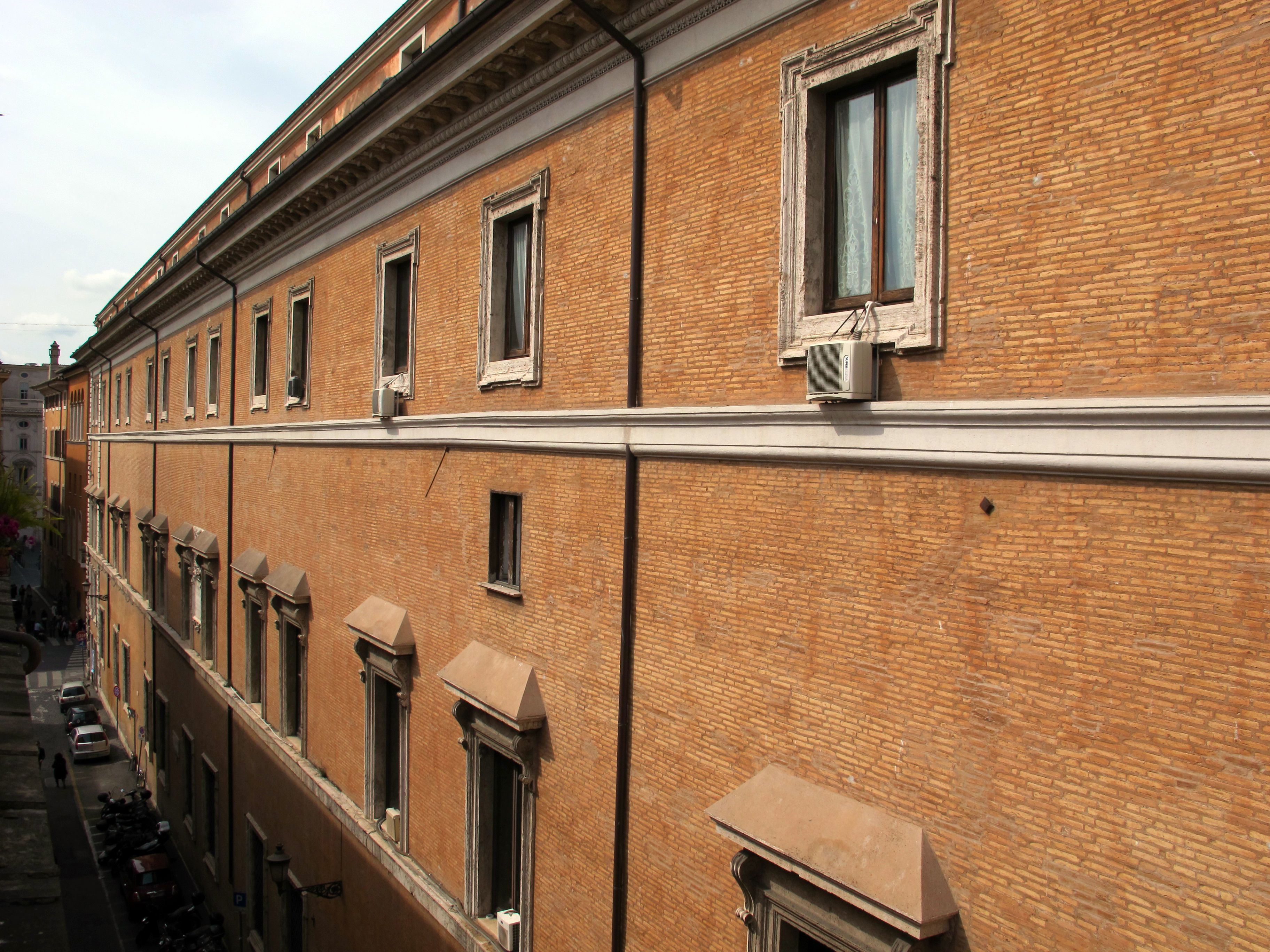
A grande lateral do palácio na Via dei Sediari.

Palazzo della Sapienza é um palácio localizado no rione Sant'Eustachio em Roma. O complexo tem formato retangular composto por quatro edifícios — dois maiores de orientação norte-sul e dois menores, de leste-oeste &mdash, a igreja de Sant'Ivo alla Sapienza e um amplo pátio interno. Delimitam o palácio a Piazza Sant'Eustachio, o Corso del Rinascimento, a Via degli Staderari, a Via dei Sediari e a Via del Teatro Valle.
Foi sede da Universidade de Roma "La Sapienza" por séculos e atualmente abriga o Arquivo Estatal de Roma.

## História

### Archiginnasio
As escolas universitárias romanas durante o período do Renascimento ficavam espalhadas em vários edifícios nas imediações da basílica de Sant'Eustachio. Com o objetivo de reuni-las em uma única sede, foi escolhida a parte meridional de uma estrutura já existente, formada por um conjunto de edifícios dispostos numa ínsula, três dos quais já abrigavam sedes universitárias na época do pontificado do papa Eugênio IV (1431-1447): a maior estrutura estava de frente para o sul ao passo que os dois menores davam respectivamente para o leste e o oeste. Os três delimitavam um pátio interno juntamente com outras propriedades privadas.

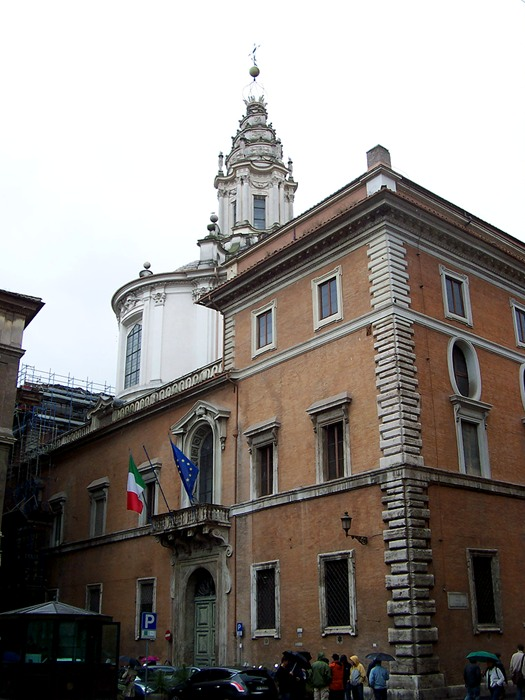
Fachada do palácio na Piazza Sant'Eustachio.

A estes edifícios se dedicaram os primeiros arquitetos que trabalharam na construção do Palazzo della Sapienza: Guidetto Guidetti construiu, entre 1562 e 1563, parte das salas da ala direita e, logo depois, Pirro Ligorio entregou um projeto para o restante, jamais realizado. Em 1577, o papa Gregório XIII Boncompagni nomeou Giacomo della Porta como arquiteto para a construção da sede unificada, um posto que ele manteve até o final de sua vida, entregando um edifício de planta retangular com um pátio interno segundo o modelo da escola de Brunelleschi, que já havia atuado no Palazzo della Sapienza de Pisa: o pátio foi completamente cercado: em dois dos lados maiores e num dos menores, foram construídos pórticos e lógias e, no outro menor, uma parede com uma êxedra.

### Studium Urbis

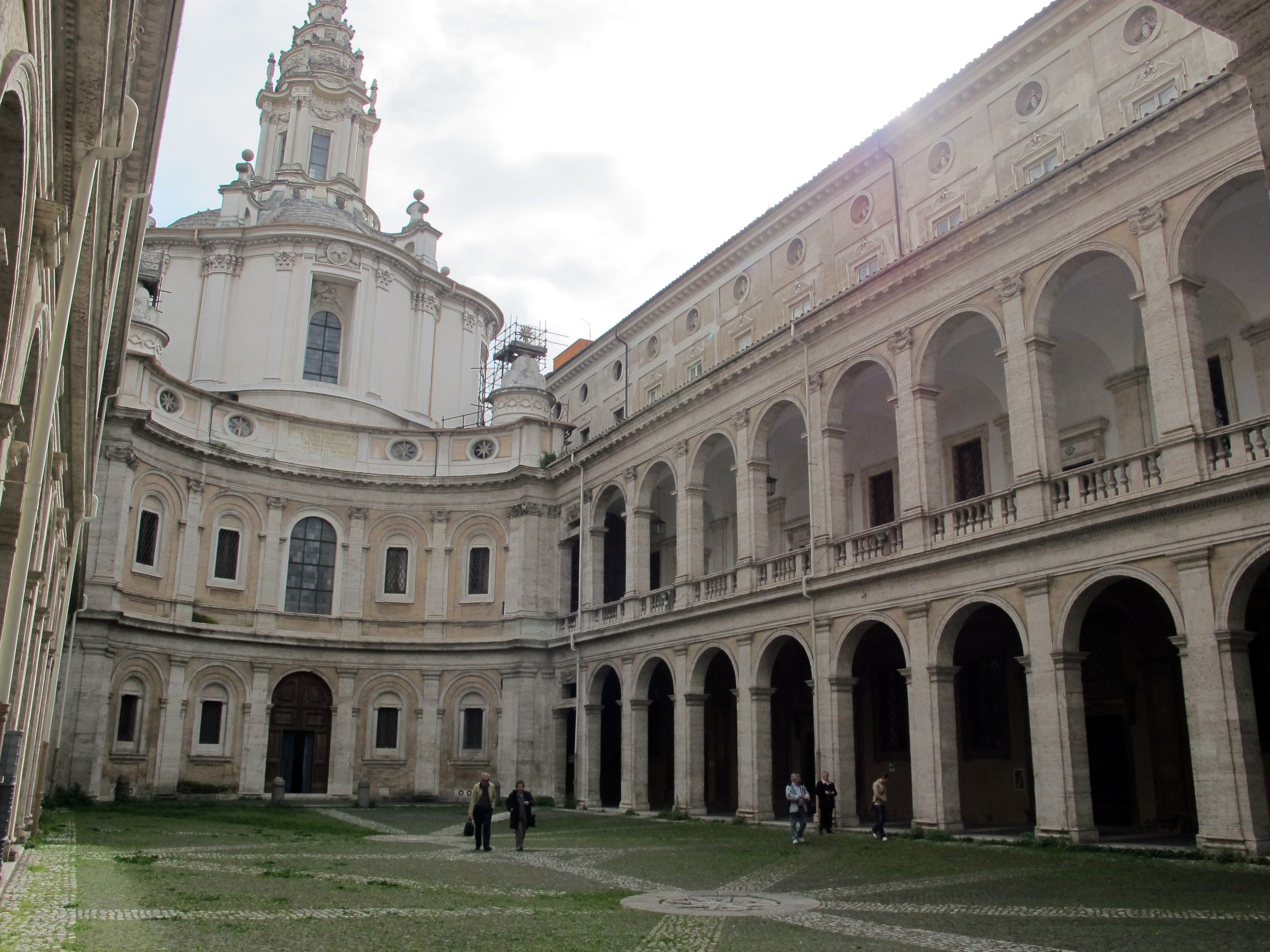
Pátio interno do palácio, com a igreja de Sant'Ivo alla Sapienza no fundo.

A fachada do edifício onde está a entrada principal (lado oeste) foi coroada por um tímpano triangular e por uma arquitrave com uma inscrição dedicada ao papa Sisto V, que reinava na época de sua construção (1586, o segundo ano de sue pontificado).
As obras de reestruturação da ala meridional, iniciadas em 1595, se prolongaram até o final de 1605. Porém, em 1602 faleceu Giacomo della Porta e dali até 1632 outros arquitetos se ocuparam de terminar as obras já iniciadas, incorporando uma área antes ocupada por uma osteria. Esta foi a origem do lado norte (à esquerda da entrada principal) do edifício, onde se conservam, no piso nobre, duas grandes salas de aula que eram parte do Studium (entre as quais aquela utilizada por três séculos para realização da aula magna da universidade): elas foram construídas no período compreendido entre o último decênio do século XVI e os anos sessenta do século seguinte, segundo um projeto do próprio Giacomo della Porta.
Entre 1632 e 1667, Francesco Borromini assumiu a função de arquiteto do complexo e a ele se deve o final das obras da ala norte, com a Sala Alessandrina (uma sala de aula retangular de grandes dimensões, subdividida em três áreas recobertas por abóbadas esféricas e que abriga a Biblioteca Universitaria Alessandrina, uma referência ao papa Alexandre VII, que encomendou sua construção) e o fechamento do pátio interno com a construção da igreja de Sant'Ivo alla Sapienza no lado leste.
A fachada interna do edifício, de frente para o pátio, ostenta em nichos circulares os símbolos heráldicos de todos os papas que promoveram as obras no palácio: o dragão do papa Gregório XIII Boncompagni, o leão do papa Sisto V Peretti, o dragão e a água do papa Paulo V Borghese, as abelhas do papa Urbano VIII Barberini e os montes com a estrela do papa Alexandre VII Chigi.
No lado oeste, acima da janela central da segunda ordem acima da entrada principal, está posta a inscrição INITIUM SAPIENTIAE TIMOR DOMINI ("O temor a Deus é o princípio da sabedoria", do Salmos 111:10). Este verso deu nome ao edifício e à universidade, cuja designação oficial é Studium Urbis.

## Utilização
Durante o período pontifício, as salas abrigavam essencialmente duas faculdades universitárias, a de teologia e a de jurisprudência; mais tarde foram se juntando outras faculdades, como medicina e química.

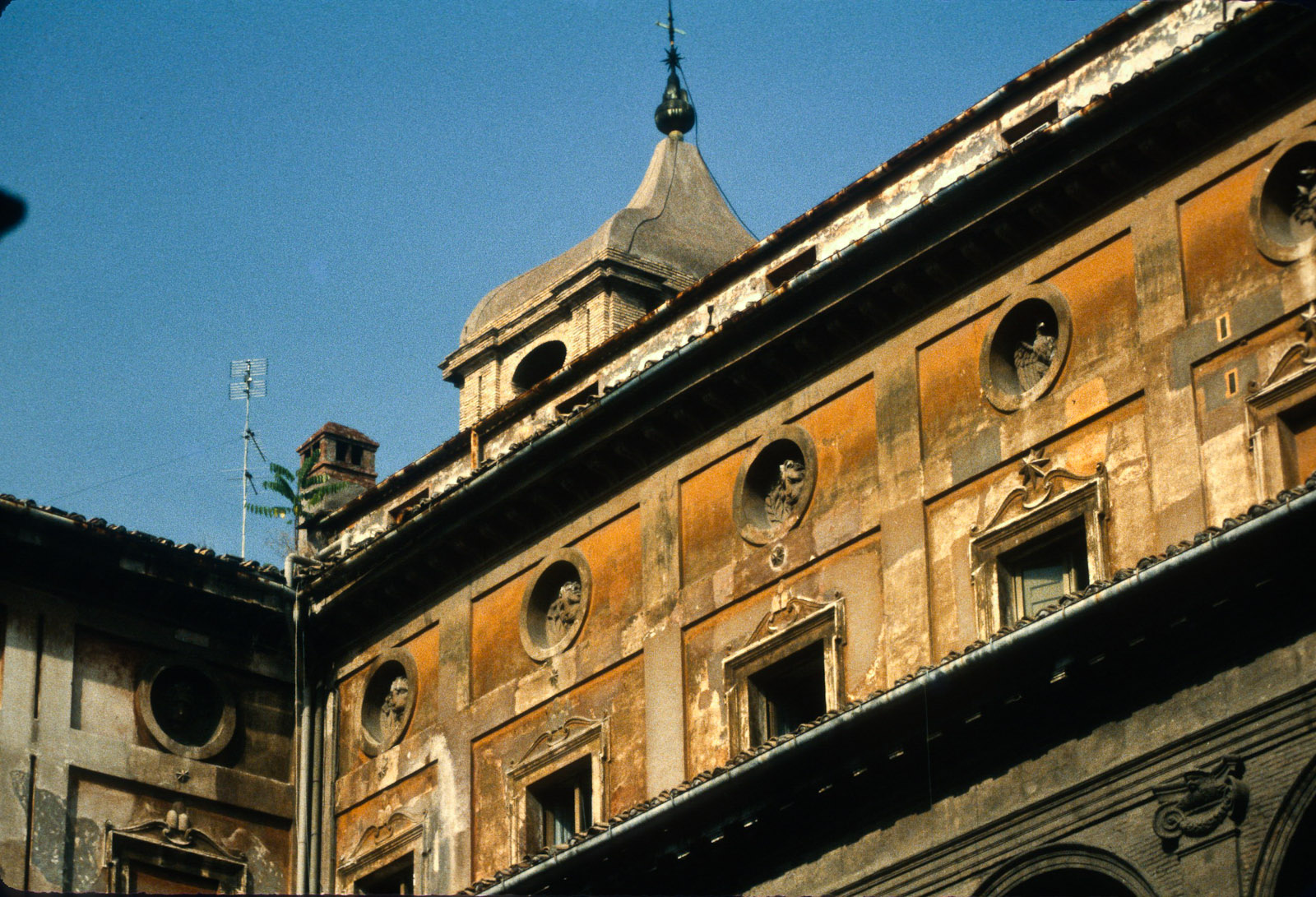
No alto da fachada interior, os nichos circulares com os símbolos dos papas.

Com a Unificação da Itália, a igreja de Sant'Ivo alla Sapienza foi fechada para o culto, reabrindo somente em 1927. Mas prosseguiu o uso acadêmico do complexo: "o grande esforço das autoridades políticas e acadêmicas era o de rejuvenescer a antiga instituição acadêmica, abri-la para as ciências mais modernas e para as orientações do pensamento da época, secularizá-la livrando-a de todas as incrustações que, no decurso dos séculos, haviam atrapalhado o desenvolvimento dos estudos de um estado nacional moderno que aspira a um papel importante nos cenários europeu e internacional". Em particular, a Faculdade de Direito da Capital, sediada ali a partir de 1935, passou a abrigar a escola de direito público e constitucional sob o comando de Vittorio Emanuele Orlando e a de Filosofia do Direito, de Francesco Filomusi Guelfi, na qual "se formaram entre outros os maiores juristas italianos, como Vittorio Scialoja, Giacomo Venezian, Giuseppe Chiovenda, Pietro Bonfante, Vittorio Polacco e vários filósofos do direito, entre os quais se destacam Giorgio Del Vecchio".
A Faculdade de Letras e Filosofia também se mudou para o palácio no final da primeira década do século XX: em 16 de fevereiro de 1900, o titular da cátedra de filosofia moral, professor Antonio Labriola, ali deu início a um ciclo de conferências para comemorar o processo e a morte de Giordano Bruno. O evento teve um enorme sucesso entre os estudantes, que participaram em massa, obrigando os professores a falarem em pé em cima de uma cadeira no centro do pátio interno por falta de salas com capacidade suficiente. Ali a faculdade permaneceu até 1909, quando se mudou para o vizinho Palazzo Carpegna, onde ficou até 1926.
O edifício foi depois destinado a receber a sede romana do Arquivo Estatal de Roma em 1936, depois que a Universidade se mudou para o novo campus construído no rione Castro Pretorio por Marcello Piacentini, para lá confluíram documentos espalhados em vários edifícios da capital (compreendendo mais de 28 000 pergaminhos e cerca de 500 000 outros itens, entre volumes antigos, registros etc., dos séculos IX ao XIX). Por causa disto, se fez necessário construir novos níveis de estruturas metálicas numa espécie de torre-biblioteca que sacrificaram as abóbadas das salas de cada um dos três pisos da estrutura da direita.